# فاکسینالیپتروس
فاکسینالیپتروس (نام علمی: Faxinalipterus minima) نام یک گونه از راسته خزندگان بال‌دار است.